# Comptes Rendus Hebdomadaires des Séances de l'Academie des Sciences
Comptes Rendus Hebdomadaires des Séances de l'Academie des Sciences (abreviado Compt. Rend. Hebd. Séances Acad. Sci.) fue una revista con ilustraciones y descripciones botánicas que fue editada en París. Se publicaron 261 números desde 1835 hasta 1965.
Posteriormente fue publicada con otras denominaciones.